# Бліндар Іван Володимирович
Іван Володимирович Бліндар (нар. 19 червня 1992, Івано-Франківськ, Україна) — український актор театру та кіно.
Навчався на театральному відділенні Інституту мистецтв Прикарпатського національного університету.
З 2011 року — актор Національного Івано-Франківського музично-драматичного театру імені Івана Франка.
За версією порталу «Главком», Іван Бліндар увійшов в топ-20 рейтингу найперспективніших нових кінозірок України, а за рейтингом «ДивоГляд» увійшов в топ-10 найсексуальніших українських акторів.

## Ролі

### Театр
- «Ніч перед Різдвом» за М.Гоголем — Вертепник
- «Ромео і Джульєтта» В.Шекспіра — П’єтро
- «Таксист-2 або Кохання на швидкості» Р.Куні — Гейвін Сміт
- «Заробітчанки або Мамо, повернись…» за Н.Семенкович — Андреа
- «Заробітчанки або Мамо, повернись…» за Н.Семенкович — Чоловік
- «По щучому велінню» М.Кропивницький — Цар
- «Опера мафіозо» В.Станілов — Імпресаріо
- «Ігри імператорів» за творами М.Куліша, А.Камю та Г.Сковороди — Цезар
- «Котигорошко» А.Шиян — Котигорошко
- «Шаріка, або Кохання січового стрільця» Я.Барнич, Ю.Шкрумеляк — Клим Гусак
- «Кастинг, або Хто хотів люстрації?» Сценічна візія А.Кирильчука за мотивами творів В.Пелевіна, Г.Грекова, Ю.Муравицького, М.Жванецького — Валентин
- «Енеїда» І. Котляревський — Евріал
- «Змішані почуття» Р.Баер — Чак
- «Гамлет у гострому соусі» А.Ніколаї — Горацій
- «Солодка Даруся» М.Матіос — Дідушенко
- «Кар'єрні ігри» Ж.Гальсеран — Енріке
- «Гамлет» В.Шексір — Лаерт
- «Красуня і Чудовисько» за мотивами однойменної старовинної європейської казки — Когзворд
- «Пристрасті Тіля» за Г.Горіним «Тіль» — Тіль Уленшпігель
- «Вона — Земля» за новелами В.Стефаника — Син
- «На Західному фронті без перемін» Е.М.Ремарк — Пауль Боймер
- «Модільяні» — Моріс Утрілло
- «Солодка Даруся» за М.Матіос — Іван Цвичок
- «Нація» за М.Матіос — Він
- «Нація» за М.Матіос — Син
- «...майже ніколи не навпаки» за М.Матіос — Іван Варварчук
- «Гуцулка Ксеня» Я.Барнич  — Гуцул Юрко
- «Калігула» за А.Камю — Хереа

### Кіно
- 2025 — Песики
- 2020 — Я, «Побєда» і Берлін[3]
- 2019 — Шлях мерця.
- 2019 — Сквот32.
- 2018 — Коли падають дерева.
- 2016 — Кров'янка.

### Кліпи
- 2017 — Latexfauna — Surfer
- 2025 — Karna — «Високий Перевал»